# Clientelismo
Il clientelismo (dal latino "cliens") indica una pratica sociale per cui personaggi influenti o individui che ricoprono cariche pubbliche e/o politiche rilevanti instaurino un sistema di favoritismi e scambi (fondato sull'assegnazione arbitraria di risorse, prebende, benefici o posti di prestigio nel panorama politico-sociale) con chi non avrebbe alcun titolo per godere di codesti favori.

## Storia
Il "cliens" in età romana era quel cittadino che, per la sua posizione svantaggiata all'interno della società, si trovava costretto a ricorrere alla protezione di un "patronus" o di una intera "gens" in cambio di svariati favori, talvolta al limite della sudditanza (applicatio) fisica o psicologica. L'attuazione della condizione di cliente in epoca romana avveniva attraverso la forma della deditio, che consisteva nell'usufrutto di un bene pubblico (ad esempio di porzioni di ager publicus) su concessione (in precarium) del patronato che si appropriava di tale bene.
Il cliente era obbligato nei confronti del proprio patronus in quanto doveva a questi il voto nelle assemblee (la votazione era espressa pubblicamente) e doveva aiutarlo qualora fosse stato impegnato in guerra. L'istituto della clientela, sviluppato agli inizi della storia di Roma in quanto rapporto giuridico, andò assumendo una dimensione essenzialmente sociale nell'età imperiale.
Molti autori latini, soprattutto coloro che provenivano dalle province della Roma antica (ad esempio il poeta Giovenale), vissero personalmente la condizione di cliente, che cionondimeno garantì loro vantaggi e appoggi di diverso tipo.

## Analisi del fenomeno
La pratica del clientelismo tende a garantire il reciproco interesse o il mutuo vantaggio tra chi fornisce i benefici e chi ne ottiene il controcambio. Essa è finalizzata spesso, da parte di chi se ne avvantaggia, al mantenimento, con scopi lontani dal bene collettivo e dall'interesse stesso della società civile (ragion per cui assume le forme di un vero malcostume), di un posto di potere assegnato dalla carica pubblica. L'assegnatore può occupare a sua volta la posizione di potere per effetto di simili pratiche indebite, ed è indotto a perpetuare il sistema nominando individui conosciuti che non tenteranno ad indebolirne la posizione. In linea di principio, il concetto si contrappone a quello della meritocrazia, in quanto prevede la nomina di conoscenti o personaggi influenti indipendentemente dalle effettive capacità e da doti meritorie.
Il clientelismo si distingue inoltre dal familismo per l'attuazione di un complesso di favoritismi e protezioni limitatamente ad una cerchia familiare o in qualche modo confinata ai rapporti di parentela.

### Aspetti sociali ed economici
I governi sono particolarmente sensibili ad accuse di clientelismo, in quanto sono preposti alla tutela del denaro pubblico.  Molti governi democratici prevedono forme di trasparenza amministrativa nella contabilità e nell'appalto di servizi, ma spesso non è facile comprendere quando una nomina legittima ad una funzione governativa ricade in un caso di clientelismo.
Non di rado, un politico si circonda di persone subordinate altamente qualificate con cui sviluppa amicizie sociali, di affari o politiche, che successivamente portano ad accuse di clientelismo in occasione di nomine alle funzioni pubbliche o della concessione di appalti. Inoltre, spesso il politico gode della sua posizione influente proprio grazie all'assistenza di personaggi appartenenti alla propria cerchia. Il clientelismo appare spesso "percepito" dalla pubblica opinione, più che essere dimostrato e avvalorato da prove fattuali. In molti casi, il livello di qualifica del presunto "cliente" può essere verificato solo a posteriori.
Nei settori privato e pubblico esistono pratiche affini come la raccomandazione e la good ol' boys network (ovvero la generica discriminazione a favore del proprio gruppo sociale, pur in assenza di veri e propri rapporti clientelari).  Ancora una volta, è difficile delineare il confine tra clientelismo e normali conoscenze (networking).
Inoltre, possono esistere rapporti personali e conoscenze nel settore privato, che possono portare allo scambio di informazioni o favori tra persone influenti. Tale pratica è detta capitalismo clientelare quando coinvolge direttamente anche esponenti del settore pubblico; in ogni caso, è una violazione etica dei principi del mercato, e spesso espressamente sanzionata. Queste pratiche sono ulteriormente favorite nel caso di società con sistemi legali inefficaci.
I costi socioeconomici di tali usanze ricadono sulla società sotto forma di: minori opportunità di fare impresa per la parte non coinvolta, riduzione della concorrenza nel mercato, prezzi gonfiati, diminuzione della crescita economica, investimenti inefficienti, scarsa motivazione nelle organizzazioni coinvolte e, non ultima, riduzione dell'attività produttiva. Un costo più immediato si manifesta in appalti gonfiati, scarsa qualità delle opere pubbliche e dei più importanti investimenti privati.

### Il ruolo nella politica
Il fenomeno è inquadrabile nella cosiddetta macchina politica, che indica un'organizzazione politica organica e disciplinata nella quale un leader autorevole o un piccolo gruppo di individui, riconducibili a un partito politico, dispongono del sostegno di un vasto raggruppamento di sostenitori e imprese (di solito attivi collaboratori o fornitori in termini economici in occasione della campagna elettorale), che vengono incentivati e appoggiati, attraverso varie forme di sovvenzionamento (diretto e indiretto), come forma di riconoscimento per i loro sforzi. La potenza della macchina è basata essenzialmente sulla capacità dei sostenitori di incoraggiare la propria base elettorale a partecipare attivamente al voto, evitando l'astensionismo. La locuzione "macchina politica", di origine statunitense, è generalmente peggiorativa e può connotare situazioni di corruzione politica.
Anche se questi elementi sono tipici della maggior parte dei partiti politici e delle organizzazioni che in politica operano, sono del tutto essenziali e connaturati specificamente alla macchina politica, che si basa sulla gerarchia e sugli incentivi legati al potere politico, spesso associati a una forte disciplina interna al partito. Le macchine solitamente hanno un capo organizzatore che ne cura l'organizzazione di base e al tempo stesso dispone di notevole influenza politico-amministrativa, anche se in molti casi non ricopre funzioni pubbliche e la sua influenza dipende dalla capacità di tessere clientele all'indomani delle elezioni e, in caso di successo elettorale, di dare luogo al fenomeno dello spoils system (appropriazione arbitraria di cariche da parte dei partiti). Il controllo è generalmente poco trasparente, e le "macchine politiche" si caratterizzano per legami politici di lunga durata nell'ambito del sistema della democrazia rappresentativa. L'organizzazione di solito è permanente, non fluida, difficilmente legata ad una singola elezione.
L'esempio più tipico di macchina politica è costituito dal Partito Liberal Democratico del Giappone, rimasto ininterrottamente al potere per diversi decenni dal dopoguerra. Sovente, il termine clientelismo indica per estensione anche il sistema della macchina politica.
Anche se la "macchina politica" è considerata sinonimo di corruzione, alcuni politologi riscontrano anche dei vantaggi in tale sistema, come l'efficienza nella risposta ai cambiamenti politici; la capacità che avrebbe di garantire un'influenza ridotta delle lobby e degli interessi particolari (dei sindacati o delle imprese locali) e il ruolo che potrebbe rivestire nell'integrazione sociale di gruppi etnici svantaggiati, almeno fintantoché la macchina non acquisisce una solida maggioranza.